# Оксид гафния(IV)
Окси́д га́фния(IV) — бинарное неорганическое соединение металла гафния и кислорода с формулой {\displaystyle {\ce {HfO2}}}, бесцветные кристаллы или белый порошок, нерастворим в воде, из растворов солей выделяется в виде кристаллогидрата.

## Получение
Сжиганием металлического гафния в кислороде:
{\displaystyle {\ce {Hf + O2 ->[{\ce {700\ ^{o}C}}] HfO2}}}.
Действием перегретого па́ра на металлический гафний:
{\displaystyle {\ce {Hf + 2 H2O ->[{\ce {300\ ^{o}C}}] HfO2 + 2 H2}}}.
Разложением при нагревании дигидроксид-оксида гафния:
{\displaystyle {\ce {HfO(OH)2 ->[{\ce {600-1000\ ^{o}C}}] HfO2 + H2O}}}.
Окислением кислородом хлорида гафния(IV):
{\displaystyle {\ce {HfCl4 + O2 ->[{\ce {500\ ^{o}C}}] HfO2 + 2 Cl2}}}.
Разложением при нагревании оксид-дихлорида гафния:
{\displaystyle {\ce {2 HfOCl2 ->[{\ce {300\ ^{o}C}}] HfO2 + HfCl4}}}.
Разложением перегретым па́ром оксид-дихлорида гафния:
{\displaystyle {\ce {HfOCl2 + H2O ->[{\ce {300\ ^{o}C}}] HfO2 + 2 HCl}}}.
Пиролизом оксалата, сульфата и других солей гафния:
{\displaystyle {\ce {Hf(C2O4)2 ->[{\ce {T}}] HfO2 + 2 CO2 + 2 CO,}}}
{\displaystyle {\ce {Hf(SO4)2 ->[{\ce {T}}] HfO2 + 2 SO3}}}.

## Физические свойства
Оксид гафния(IV) представляет собой бесцветные кристаллы, в мелкодисперсном состоянии — белый порошок, кристаллизуется в нескольких кристаллических модификациях:
- Моноклинная сингония, параметры ячейки a = 0,511 нм, b = 0,514 нм, c = 0,528 нм, β = 99,73°, плотность 9,68 г/см³, устойчива при температуре ниже 1650 °С.
- Тетрагональная сингония, параметры ячейки a = 0,514 нм, c = 0,525 нм, плотность 10,01 г/см³, устойчива при температуре от 1650 °С и до ≈2500 °С.
- Кубическая сингония, параметры ячейки a = 0,511 нм, плотность 10,43 г/см³, устойчива при температуре выше ~2500 °С.

Не растворяется в воде, р ПР = 63,94.

## Химические свойства
При осаждении из водных растворов образуется осадок плохо растворимого желтоватого гидрата состава {\displaystyle {\ce {HfO2.nH2O}}}.
Прокалённый оксид гафния химически более инертен.
Гидратированная форма при нагревании разлагается до дигидроксид-оксида гафния:
{\displaystyle {\ce {HfO2.nH2O ->[{\ce {140-200\ ^{o}C}}] HfO(OH)2 + (n-1)H2O}}}.
Медленно реагирует с серной кислотой:
{\displaystyle {\ce {HfO2 + 2 H2SO4 ->[{\ce {\tau}}] Hf(SO4)2 v + 2 H2O}}}.
Реагирует с концентрированной плавиковой кислотой:
{\displaystyle {\ce {HfO2 + 4 HF -> H2(HfOF4) + H2O}}}.
Реагирует с галогенами в присутствии восстановителей:
{\displaystyle {\ce {HfO2 + 2 Cl2 + C ->[{\ce {500\ ^{o}C}}] HfCl4 + CO2}}}.
При сплавлении с гидроксидами, оксидами щелочных металлов образует соли гафниевой кислоты — гафнаты:
{\displaystyle {\ce {HfO2 + 2 NaOH ->[{\ce {1000-1100\ ^{o}C}}] Na2HfO3 + H2O}}}.

## Применение
- Для изготовления регулирующих стержней ядерных реакторов так как гафний имеет высокое сечение захвата для тепловых нейтронов.
- В качестве просветляющего покрытия оптических деталей.
- Как компонент специальных стёкол и огнеупоров.
- Как добавка к вольфраму при изготовлении нитей накаливания электрических ламп.
- В микроэлектронике применяется как замена оксида кремния при изготовлении МДП-транзисторов благодаря высокому коэффициенту относительной диэлектрической проницаемости, для аморфной формы находится в пределах от 20 до 25, что в 5—7 раз превышает этот показатель у традиционно использовавшегося в качестве подзатворного диэлектрика диоксида кремния[1][2][3].
- Позволяет диагностировать и лечить зубной налет при регулярном стоматологическом осмотре[4].